# Spanje op het Eurovisiesongfestival 2001
Spanje nam deel aan het Eurovisiesongfestival 2001 in Kopenhagen (Denemarken). Het was de 39ste deelname van het land aan het festival.

## Selectieprocedure
Men koos ervoor om 20 liedjes intern te selecteren en daarna een nationale finale te houden om de winnaar aan te duiden.
De finale werd georganiseerd op 23 februari 2001 en werd gehouden in de studio's van de nationale omroep.
De show werd gepresenteerd door Jennifer Rope en Sandra Morey.
De winnaar werd gekozen door een jury en televoting.
| Volgorde | Lied                      | Artiest          | Punten | Plaats |
| -------- | ------------------------- | ---------------- | ------ | ------ |
| 1        | "Música, música"          | Locomía          | 4      | 17=    |
| 2        | "Sin rencor"              | Noemí            | 63     | 4      |
| 3        | "Un terrón de azúcar"     | David Castedo    | 35     | 10     |
| 4        | "Prisionera de tu amor"   | Paula            | 6      | 15=    |
| 5        | "Yo quiero bailar"        | Sonia & Selena   | 41     | 9      |
| 6        | "A nadie como a ti"       | Hi Priority      | 84     | 2      |
| 7        | "Dile que la quiero"      | David Civera     | 108    | 1      |
| 8        | "Amándonos"               | Trans X          | 11     | 12     |
| 9        | "Libres"                  | Mina             | 78     | 3      |
| 10       | "Baila"                   | Toni & Miguel    | 4      | 17=    |
| 11       | "Nada es igual"           | Kingdom Brothers | 8      | 13=    |
| 12       | "Abre los brazos"         | Herbert          | 60     | 5      |
| 13       | "No tengas miedo de amar" | Virginia         | 50     | 7      |
| 14       | "No sé por qué"           | Frank Bravo      | 8      | 13=    |
| 15       | "Porque quiero"           | Natalia          | 33     | 11     |
| 16       | "Nada sin ti"             | Román            | 6      | 15=    |
| 17       | "Un flechazo de Cupido"   | Mister Robinson  | 43     | 8      |
| 18       | "No pidas más amor"       | Luna             | 52     | 6      |
| 19       | "Niña bonita"             | Oxígeno          | 2      | 19     |
| 20       | "Dónde"                   | Silvana          | 0      | 20     |

## In Kopenhagen
In Denemarken moest Spanje optreden als dertiende, net na Ierland en voor Spanje. Op het einde van de puntentelling hadden ze 76 punten verzameld, goed voor een zesde plaats. 
Men ontving 1 keer het maximum van de punten.
Nederland had 7 punten over voor deze inzending en België deed niet mee in 2001.

### Gekregen punten

#### Finale
| 12 punten                                    | 10 punten             | 8 punten                                  | 7 punten               | 6 punten           |
| -------------------------------------------- | --------------------- | ----------------------------------------- | ---------------------- | ------------------ |
| - Israël                                     |                       | - Griekenland                             | - Nederland - Portugal | - Turkije          |
| 5 punten                                     | 4 punten              | 3 punten                                  | 2 punten               | 1 punt             |
| - Bosnië en Herzegovina - Frankrijk - Zweden | - Letland - Noorwegen | - Estland - Ierland - Verenigd Koninkrijk | - IJsland              | - Polen - Slovenië |

### Punten gegeven door Spanje

#### Finale
Punten gegeven in de finale:
| 12 punten | Griekenland         |
| 10 punten | Duitsland           |
| 8 punten  | Estland             |
| 7 punten  | Denemarken          |
| 6 punten  | Portugal            |
| 5 punten  | Zweden              |
| 4 punten  | Malta               |
| 3 punten  | Frankrijk           |
| 2 punten  | Slovenië            |
| 1 punt    | Verenigd Koninkrijk |

1961 · 1962 · 1963 · 1964 · 1965 · 1966 · 1967 · 1968 · 1969 · 1970 · 1971 · 1972 · 1973 · 1974 · 1975 · 1976 · 1977 · 1978 · 1979 · 1980 · 1981 · 1982 · 1983 · 1984 · 1985 · 1986 · 1987 · 1988 · 1989 · 1990 · 1991 · 1992 · 1993 · 1994 · 1995 · 1996 · 1997 · 1998 · 1999 · 2000 · 2001 · 2002 · 2003 · 2004 · 2005 · 2006 · 2007 · 2008 · 2009 · 2010 · 2011 · 2012 · 2013 · 2014 · 2015 · 2016 · 2017 · 2018 · 2019 · 2020 · 2021 · 2022 · 2023 · 2024 · 2025